# Зыряновка (Павловский район)
Зыряновка — упразднённый поселок в Павловском районе Алтайского края. На момент упразднения входил в состав Елунинского сельсовета. Исключен из учётных данных в 1986 году.

## География
Располагался на правом берегу реки Обь у места отчленения от нее протоки Тихая, в 4 км северо-востоку от села Елунино.

## История
Основан в 1919 г. В 1928 г. посёлок Зыряновский состоял из 26 хозяйств. В административном отношении входил в состав Телеутского сельсовета Павловского района Барнаульского округа Сибирского края.
Решением Алтайского краевого исполнительного комитета от 11.08.1986 года № 282 поселок исключен из учётных данных.

## Население
В 1926 г. в посёлке проживало 143 человека (70 мужчин и 73 женщины), основное население — русские.